# 신조 마유
신조 마유(일본어: 新條まゆ, 1973년 1월 26일 ~ )는 일본의 만화가이다. 1994년 쇼가쿠칸의 만화 잡지 《소녀 코믹》에서 데뷔하였다. 2007년까지 쇼가쿠칸에서 작업하였으나, 편집자로부터 가혹한 대우를 받았다며 프리랜서 선언을 하였다.

## 작품 목록
- 두근두근 프레이즈
- 악마의 에로스
- 패왕애인
- 러브 세레브